# Robbie (cuento)
Robbie es un cuento de Ciencia ficción de Isaac Asimov. Fue publicado en septiembre de 1940 de la revista Super Science Stories con el nombre de Extraño Compañero de Juegos, título elegido por el editor Frederik Pohl y descrito como "desagradable" por Asimov. Una versión revisada de "Robbie" fue reimpresa bajo el título original de Asimov, en las colecciones de Yo, Robot (1950), The Complete Robot (1982), y Visiones de robot ✍ (1990). "Robbie" fue la decimocuarta historia escrita por Asimov, y la novena en ser publicada. La Historia es también parte de La Serie de los Robots, y fue la primera historia de robots positrónicos en ser echa.  

## Historia
En el año 1996, la compañía Robots fabricaba robots sin voz, pues hasta ese momento no se habían desarrollado robots parlantes con inteligencia. Gloria, una encantadora, lista y muy activa niñita de 8 años, se divierte jugando y charlando con su robot niñera Robbie, un obediente robot programado para cuidarla, y que tiene sentimientos dulces por ella. Sin embargo, la madre de Gloria, Grace Weston, está dispuesta a separar para siempre a su hija de su amigo, pues está llena de prejuicios, y piensa que Gloria debe jugar con niños normales y no con una "terrible y espantosa máquina", y además no soporta que la gente la vea y sepa que su hija es criada por un robot, debido a la intolerancia que las personas sienten hacia estos. El papá de Gloria no está de acuerdo de ningún modo, pero su débil carácter le hace ceder ante su dominante esposa, y termina alejando a Robbie de Gloria, dejando a esta última triste y desolada. Para hacerla olvidarse de Robbie, la señora Weston convence a su esposo de llevársela a la ciudad de Nueva York, pero este intento fracasa, pues a todos los lugares donde la llevan, Gloria solo piensa en robots, y busca a cualquiera que pueda decirle dónde está su desaparecido Robbie. Un día, George, (el padre de Gloria) le sugiere a su esposa llevar a Gloria a la fábrica de U.S. Robots, para que Gloria vea cómo estos son fabricados, y se dé cuenta de que los robots no son humanos. 
Luego, durante la visita, George sugiere al guía que los lleve a la zona de montaje y, entre los robots que trabajan, Gloria ve a Robbie, y se lanza para abrazarlo, sin percatarse de que un tractor está por atropellarla. Sus padres se quedan quietos de espanto, y todos los guardias son muy lentos para actuar, pero Robbie no lo es. El robot salva la vida de Gloria, y ella termina entre sus brazos, mientras el robot la mira con ojos brillantes. Al fin, la señora Weston accede, y Gloria se queda con su amigo.

La historia se centra en la tecnofobia que rodea a los robots, y cómo es cambiada y olvidada. Casi todas las historias de ciencia ficción anteriores protagonizando robots seguían el concepto de el robot se rebela contra su creador; Asimov había mantenido la creencia consecuente de que el complejo Frankenstein era un miedo desplazado, y la mayoría de sus trabajos intentaban proveer ejemplos de la ayuda que los robots podían acarrear a la humanidad.
- Datos: Q372968